# Alex Gibbs (calciatore)
Alex Mansfield Gibbs (Desio, 25 gennaio 1984) è un calciatore italiano, attaccante del Cortona-Camucia.

## Carriera

### Club

#### Primi anni
Nato in Brianza da una famiglia di origini sudafricane, inizia nel settore giovanile del Monza. Nell'estate del 2002 passa al Parma; con la maglia crociata rimane tre stagioni collezionando in tutto quattro presenze in Serie A facendo anche il suo debutto europeo il 17 marzo 2005 negli ottavi di Coppa Uefa contro il Siviglia per poi collezionare altre 2 presenze, sempre da titolare, nei quarti contro l’Austria Vienna. Il triennio al Parma venne intervallato da una buona esperienza al Meda in C2 dove segna 6 gol in 14 presenze.

#### 2005-2013: dalla Pro Patria alla Vis Torgiano
Gioca per due stagioni alla Pro Patria in Serie C1 segnando 6 reti in 22 gare e successivamente in Serie C2 al Gubbio. In seguito gioca nel campionato sammarinese (nel Juvenes/Dogana) e in Promozione nella Fermana. Scende di categoria andando a giocare in Prima Categoria nell'Arquata che trascina in Promozione. Il biennio nella squadra marchigiana è molto prolifico e lo porta a ottenere un provino con l'Ascoli in Serie B. Nell'estate del 2011 passa alla Sanbenedettese in Serie D, ma quest'avventura termina presto con la rescissione del contratto. Ritorna a giocare in Promozione con il Castelfidardo e poi in Eccellenza con la Vis Torgiano, con il quale vince la Coppa Italia Eccellenza.

#### 2013-presente: dal Castel del Piano al Mantignana
A giugno 2013 passa al Castel del Piano, in Eccellenza umbra. Prima dell'inizio del campionato, durante un'amichevole estiva contro il Perugia, è protagonista di un atto di violenza: colpisce al volto con una testata Gianluca Comotto, procurandogli la frattura del setto nasale.
Con la squalifica rimediata con la squadra umbra riesce a collezionare solo 3 presenze segnando anche un gol, così a dicembre 2013 si trasferisce in Serie D al Deruta scendendo in campo in 15 occasioni segnando 2 gol. A fine stagione non viene riconfermato e così riparte nuovamente dalla prima categoria andando a giocare con il Tavernelle. Nella stagione 2014-2015 ha realizzato 41 reti in 29 presenze, fra cui si segnalano le 8 reti nella gara di campionato Tavernelle-Real Deruta (10-4). Ha militato nel Tavernelle fino al 2018, realizzando 83 reti in 92 presenze. Il 7 giugno 2018 viene ingaggiato dal Trasimeno Calcio. Con il club umbro colleziona 22 presenze e 10 reti. Il 5 giugno 2019 viene ufficializzato il suo trasferimento al Montone. Il 4 luglio 2020 il Mantignana ne ufficializza l'ingaggio.

### Nazionale
Gibbs vanta anche alcune presenze a livello di Nazionali giovanili.

## Palmarès

### Club

#### Competizioni regionali
- Coppa Italia Dilettanti: 1

Coppa Italia eccellenza 2012-2013